# Quadrangolo dell'Università di Sydney
Il quadrangolo dell'Università di Sydney (in inglese: University of Sydney Quadrangle) è un complesso di edifici situato all'interno del campus dell'Università di Sydney a Sydney in Australia.

## Storia
Il quadrangolo venne eretto in più fasi a partire dal 1854 e definitivamente completato nel 1966. La prima fase portò alla costruzione dell'East Range e del Great Hall, mentre si dovette rinunciare alla costruzione del lato meridionale per mancanza di fondi. Non fu quindi che con il nuovo secolo che si cominciò la costruzione della Fisher Library (oggi il MacLaurin Hall). Ulteriori aggiunte vennero fatte tra il 1913 e il 1918 e gli anni 1920. Il lato orientale della torre ovest venne completato tra il 1963 e il 1966.

## Descrizione
Il complesso presenta uno stile neogotico. Gli edifici sono realizzati in pietra arenaria.

## Galleria d'immagini

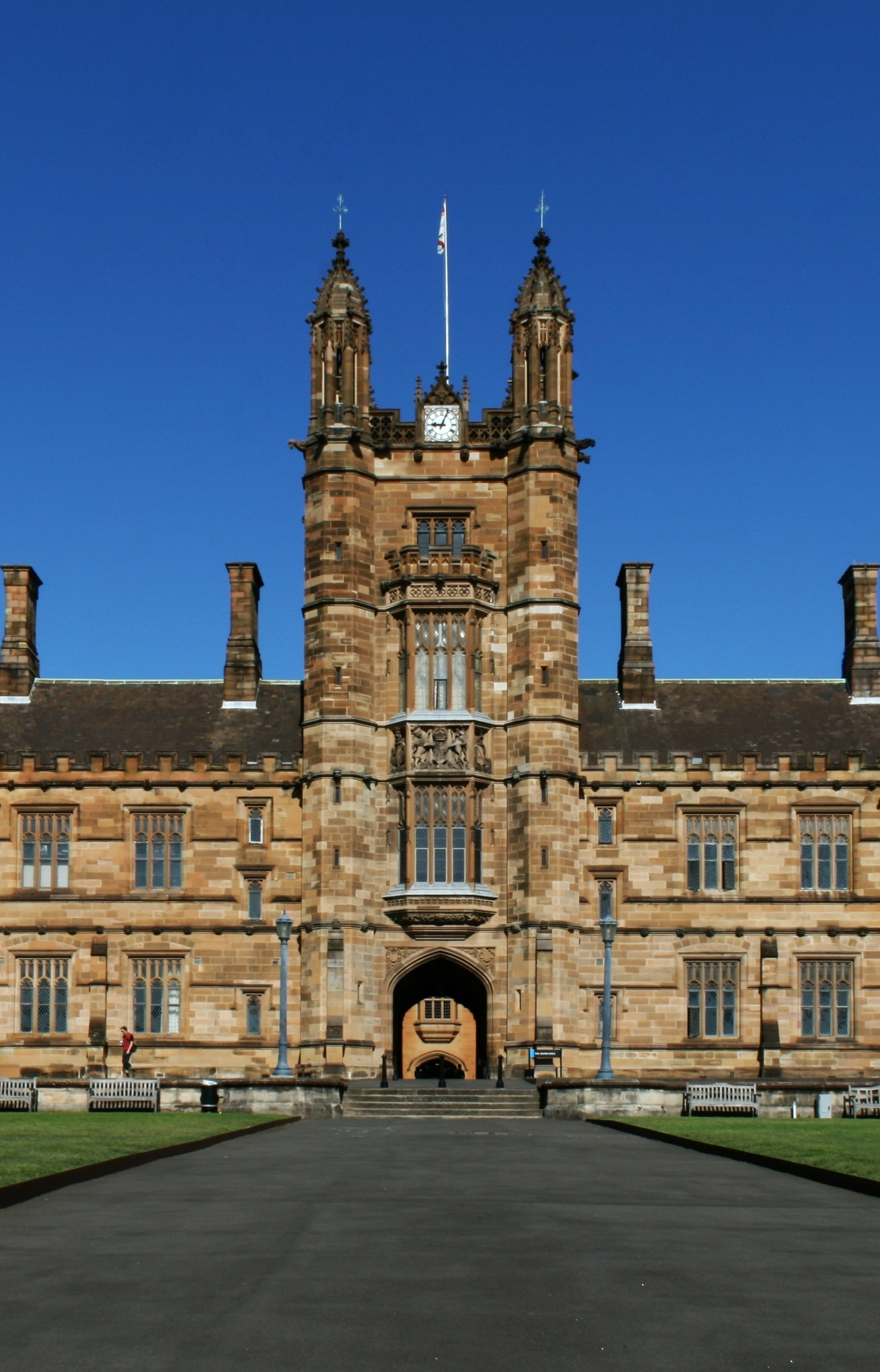
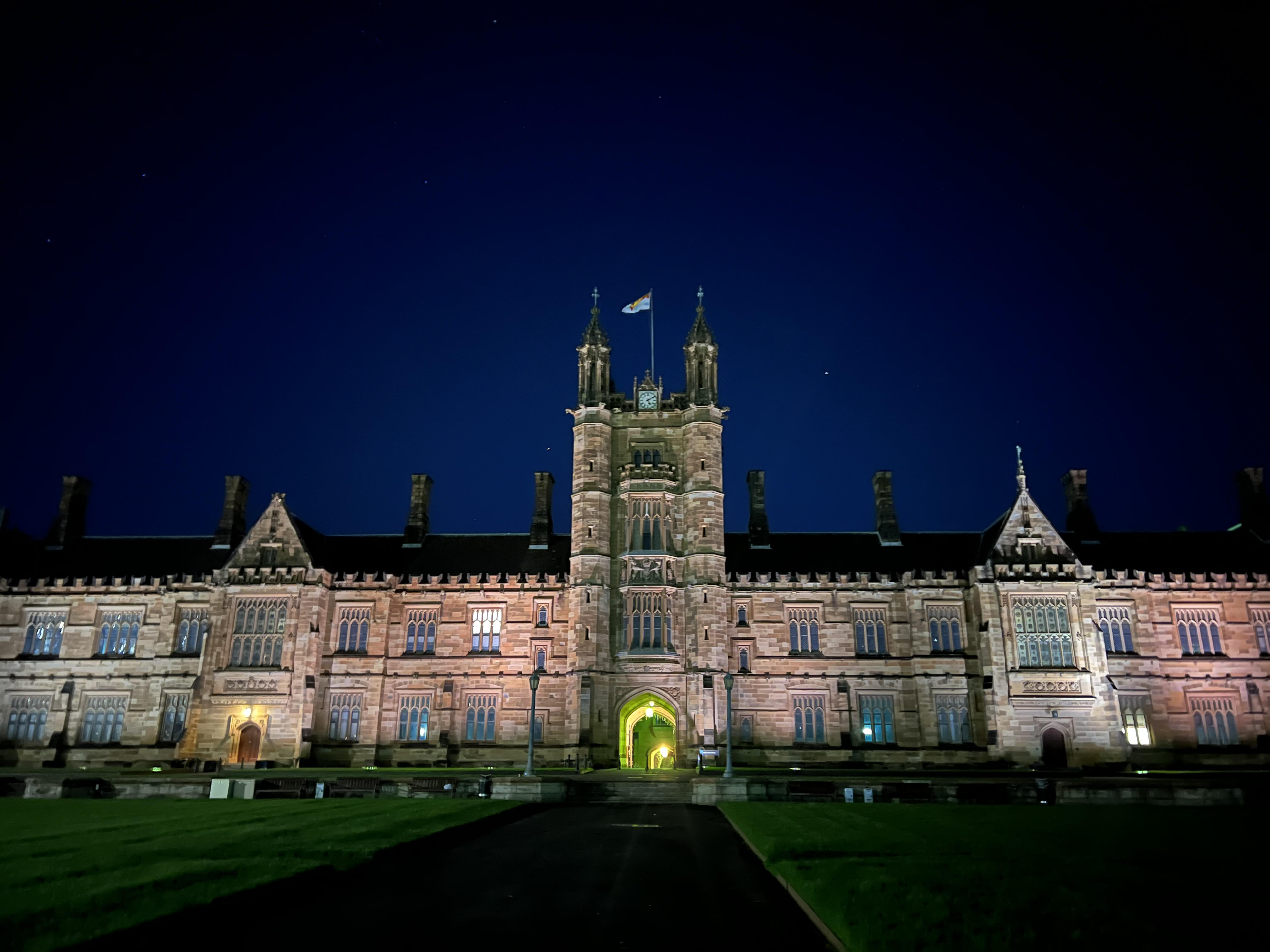
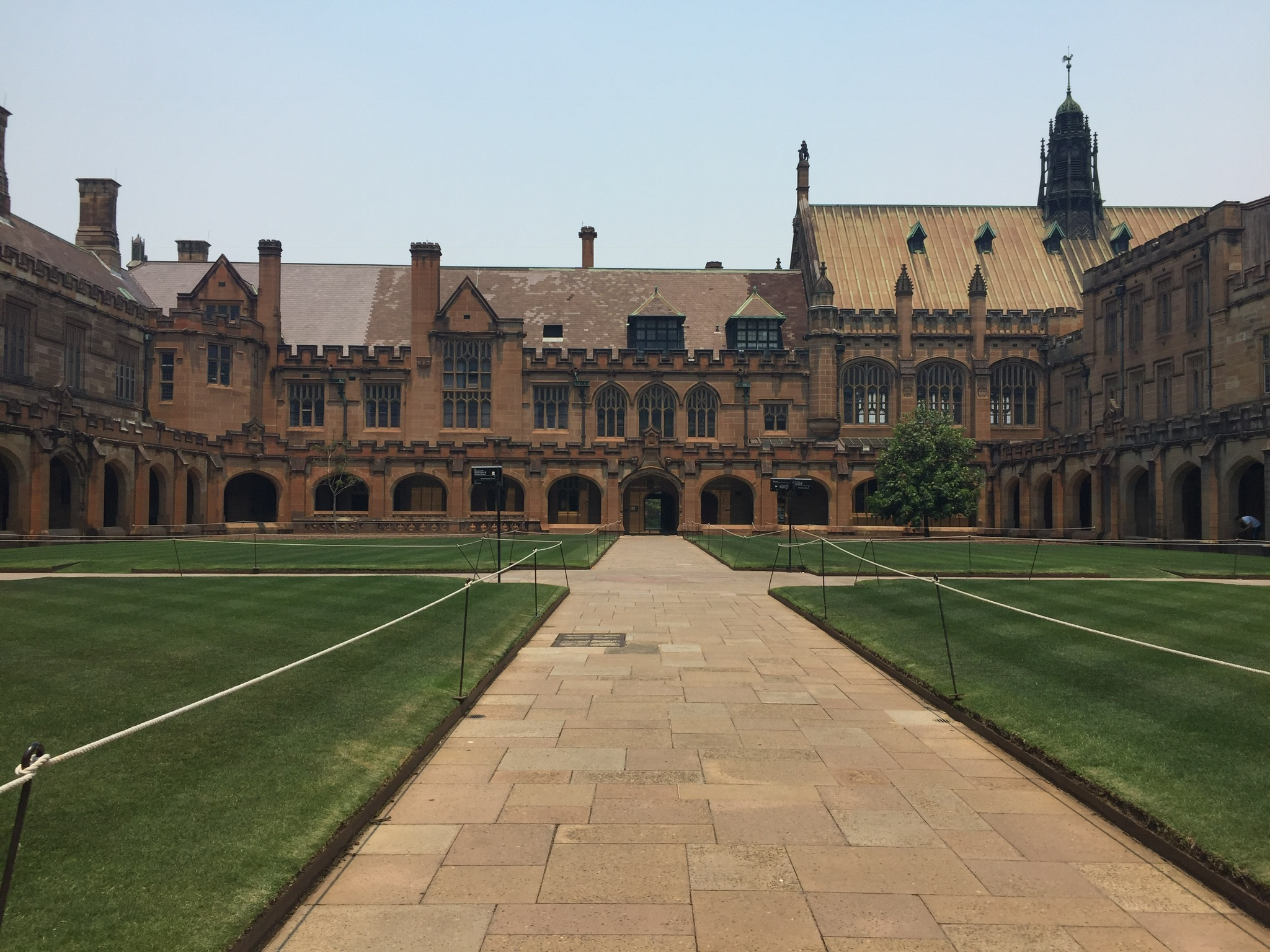